# Джон Чідозі
Джон Чідозі (англ. John Chiedozie, нар. 18 квітня 1960, Оверрі) — нігерійський футболіст, що грав на позиції флангового півзахисника.
Виступав, зокрема, за клуби «Лейтон Орієнт» та «Дербі Каунті», а також національну збірну Нігерії.

## Клубна кар'єра
У дорослому футболі дебютував 1976 року виступами за команду «Лейтон Орієнт», в якій провів п'ять сезонів, взявши участь у 145 матчах чемпіонату і забивши 20 голів. Більшість часу, проведеного у складі «Лейтон Орієнт», був основним гравцем команди.
У серпні 1981 року він приєднався до «Ноттс Каунті», яке заплатило за гравця 600 000 фунтів. Чідозі відіграв за команду з Ноттінгема наступні три сезони своєї ігрової кар'єри. Граючи у складі «Ноттс Каунті» також здебільшого виходив на поле в основному складі команди і у 111 матчах чемпіонату забив 15 голів.
В серпні 1984 року, після вильоту клубу з вищого дивізіону, Чідозі за 375 000 фунтів перейшов у столичний «Тоттенгем Готспур», у складі якого провів наступні чотири роки своєї кар'єри гравця, але через травми основним нападником так і не став, забивши лише 14 голів у 75 матчах в усіх змаганнях.
Згодом з 1988 по 1990 рік грав у складі команд «Дербі Каунті», «Ноттс Каунті» та «Честерфілд», але ніде не закріпився і незабаром завершив професіональну кар'єру.

## Виступи за збірну
У складі національної збірної Нігерії провів 9 матчів і забив 2 голи.